# Kladynoza
Kladynoza – organiczny związek chemiczny, cukier prosty należący do dezoksyheksoz. Jest składnikiem antybiotyków (jak erytromycyna), w których jest przyłączona do pierścienia makrolidów. W ketolidach, w stosunkowo nowej klasie antybiotyków, kladynoza jest zastąpiona grupą ketonową.

Erytromycyna z kladynozą widoczną na dole